# Bayan Mahmoud Al-Zahran
Bayan Mahmoud Al-Zahran (àrab: بيان محمود زهران, Bayān Maḥmūd Zahrān) és una advocada saudita. Va ser la primera advocada al seu país.

## Carrera
Al-Zahran es va formar com a assessora legal durant tres anys, representant dotzenes de clients en disputes familiars, delictives i casos civils. El seu focus inicial era la violència domèstica, però més tard va estudiar casos de presoners financers i criminals.
A l'octubre de 2013 Al-Zahran es va convertir en una de les primeres quatre dones autoritzades per practicar l'advocacia a Aràbia Saudita. Les altres tres dones són Sara Aalamri, Jehan Qurban i Ameera Quqani. Amb anterioritat a aquesta autorització, les llicenciades en dret tan sols podien ser assessores legals. Al-Zahran va representar un client davant del Tribunal General a Jiddah per primera vegada al novembre de 2013.
L'1 de gener de 2014 Al-Zahran va fundar el primer bufet d'advocades format només per dones de l'Aràbia Saudita. Va afirmar que el propòsit de la seua empresa era defensar els problemes de les dones saudites davant el tribunal i lluitar pels seus drets. Mazen Batterjee, vicepresident de la Cambra de comerç de Jiddah va acudir a la inauguració de l'empresa, va felicitar les dones mentre els advertia sobre el seguiment de la xaria i les restriccions del tribunal que obligaven les dones a portar el hijab.

## Reconeixement
La revista de Dubai Arabian Bussiness va situar a Al-Zahranel com la setena dona àrab més important en la seua llista de 2015. També va ser inclosa en la llista de 2015 de la revista Fortune com una dels 50 líders més importants del món. És la filla del xeic Mahmoud Al-Zahran.